# Selma (cràter)
Selma és un cràter d'impacte en el planeta Venus de 11,4 km de diàmetre. Porta el nom d'un antropònim celta, i el seu nom va ser aprovat per la Unió Astronòmica Internacional el 1985.